# Limoges
Limoges là tỉnh lỵ của tỉnh Haute-Vienne, thuộc vùng Nouvelle-Aquitaine của nước Pháp, có dân số là 133.968 người (thời điểm 1999).
Limoges được biết đến với các loại men men thời Trung cổ và Phục hưng của nó (đồng hồ Limoges) trên đồng, cho đồ sứ 19 thế kỷ của nó (đồ sứ Limoges) và thùng gỗ sồi của nó được sử dụng cho sản xuất Cognac và Bordeaux. Một số thậm chí còn xuất khẩu sang các nhà máy rượu vang ở California.

## Giao thông vận tải
Nhà ga đường sắt chính của Limoges là Gare de Limoges-Bénédictins. Nó cung cấp kết nối trực tiếp với Paris, và Toulouse, và một số điểm đến của khu vực. Đường cao tốc A20 kết nối Limoges với Chateauroux, Vierzon, Orléans và Paris về phía bắc, và Brive-la-Gaillarde, Cahors, Montauban và Toulouse ở phía nam. Sân bay gần nhất là Sân bay Limoges - Bellegarde.
Giao thông đô thị ở Limoges và khu vực đô thị của nó được điều hành bởi Société de transports en commun de Limoges Métropole (STCL). Mạng lưới xe buýt đô thị Limoges bao gồm hệ thống xe điện Limoges, một trong bốn hệ thống hiện đang hoạt động tại Pháp.

## Các thành phố kết nghĩa
- Charlotte Bắc Carolina Hoa Kỳ
- Fürth Đức
- Limoges Ontario Hoa Kỳ
- Plzen Cộng hòa Séc
- Seto Nhật

## Những người con của thành phố
- Thomas-Robert Bugeaud, tướng quân đội, thống chế của Pháp
- Georges Catroux, tướng quân đội và là nhà ngoại giao
- Michel Chevalier, nhà kinh tế học
- Jules Claretie, nhà văn, nhà báo
- Roland Dumas, chính trị gia
- Eligius, thánh
- Jean-Baptiste de Jourdan, thống chế của Pháp
- Pierre-Auguste Renoir, họa sĩ của Trường phái ấn tượng
- Marie François Sadi Carnot, tổng thống Pháp

## Xem thêm

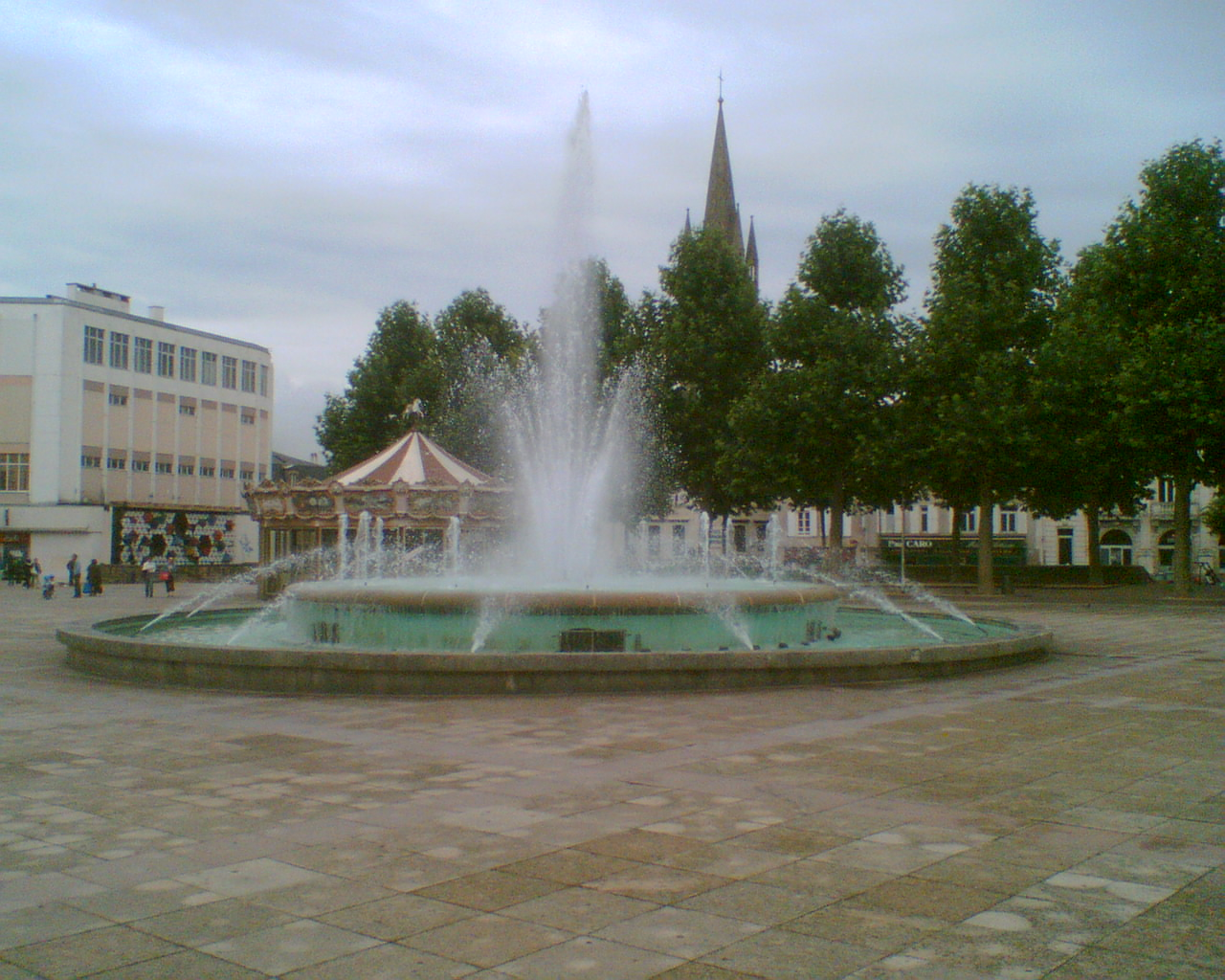